# HMS Providence (1791)
L’HMS Providence est un sloop de la Royal Navy, célèbre pour avoir été commandé par William Bligh lors de son second voyage en quête du fruit de l'arbre à pain entre 1791 et 1794.
Le Providence fut acheté parmi les stocks de Perry & Co, fabriqué par Blackwall Yard en février 1791. Il fut lancé le 23 avril 1791 et mis en service sous le commandement de Bligh le même mois. Il fut cuivré à Woolwich pour la somme de 1 267 £, puis de nouveau à Deptford pour 3 981 £.
Évalué au 6e rang, il se mit en route en direction de l'océan Pacifique le 2 août 1791. Bligh voulait achever sa mission de collecte des fruits de l'arbre à pain et d'autres spécimens botaniques du Pacifique, qu'il aurait ensuite transportés vers les Antilles. Les spécimens ont été remis au jardin botanique de Saint-Vincent. Le Providence revint en Angleterre en février 1794, ayant été re-évalué en sloop, le 30 septembre 1793. Il subit un autre carénage à Woolwich et fut remis en octobre 1793 sous le commandement du capitaine William Robert Broughton. Broughton avait comme ordre de rejoindre l'expédition Vancouver et quitta pour cela la Grande-Bretagne le 15 février 1795. Atteignant Monterrey longtemps après que l'expédition a fait son départ définitif, Robert pensa (à juste titre) que Vancouver n'aurait pas laissé son voyage d'étude inachevé et serait parti cartographier la côte de l'Asie orientale.
Au cours de ses explorations, il renomma une île, dont il ignorait la découverte précédente, « île Carolina » (qui deviendra plus tard Caroline) « en l'honneur de la fille de Sir Philip Stephens de l'Amirauté. ». Ce nom remplaçait alors celui donné par Pedro Fernandes de Queirós, un explorateur portugais voguant pour l'Espagne, qui l'avait appelée « San Bernardo ».
Le Providence continua son voyage vers l'Asie, l'équipage observa la côte est d'Hokkaidō avant de passer l'hiver à Macao. Broughton acheta une petite goélette qui se révéla providentielle lorsque, le 16 mai 1797, le Providence fit naufrage à Miyako-jima, au sud d'Okinawa. Broughton et son équipage poursuivirent la mission à bord de la goélette, explorèrent l'Asie du Nord, et retournèrent finalement en Angleterre en février 1799.